# Deinocheiridae
Deinocheiridae — родина динозаврів з клади Ornithomimosauria. Двоногі всеїдні або рослиноїдні. Вагою до 6 тонн і до 11 м завдовжки (Deinocheirus), без зрослих плеснових кісток, вони були не пристосовані до швидкого бігу порівняно з сестринською кладою Ornithomimidae. Рештки знайдено в Азії та Північній Америці..